# بین‌الملل چهارم
بین‌المللی چهارم (در سال ۱۹۳۸ تأسیس شده) سازمان بین‌المللی کمونیستی متشکل از پیروان لئون تروتسکی (تروتسکیستها) است که با هدف کمک به طبقه کارگر بر پایه سوسیالیسم به وجود آمد.
بین ۱۹۲۹ تا ۱۹۳۳ تروتسکی مقالات زیادی در بارهٔ فاشیسم آلمان می‌نویسد؛ و برای متوقف کردن نازی‌ها حزب کمونیست آلمان و حزب سوسیالیست را به ایجاد جبهه‌ای واحد تشویق می‌کند. اما مسئله اینجاست که حزب سوسیالیست روی دموکراسی پارلمانی حساب می‌کند ولی حزب کمونیست اول از همه در برابر سوسیال ـ دموکراسی (که آن را سوسیال ـ فاشیسم می‌نامد) موضع می‌گیرد؛ این جدایی در جنبش کارگری آلمان راه را برای نازی‌ها در جهت بدست گرفتن قدرت هموار کرد؛ نتیجهٔ آن اما مرگ بسیاری از کمونیست‌ها و سوسیالیست‌ها در اردوگاه‌های مرگ بود.
در نتیجهٔ این شکستِ پرولتاریای آلمان که نشانگر ضعف تاریخی انترناسیونالیسم سوم یا انترناسیونالیسم استالینی ست، تروتسکی به این نتیجه می‌رسد که جنبش کارگری نیازمند جهت‌گیری انقلابی جدید ست.
در ۱۹۳۵ تروتسکی کتابش را تحت عنوان انقلاب خیانت شده می‌نویسد و در آن ماهیت اتحاد شوروی را بررسی می‌کند. تحلیل او بدین صورت است که جریانی بروکراتیک از قدرت سربرآورده و در جهت منافع اش تمامی امتیازات را ـ با حذف طبقهٔ کارگر و اعمال سیاست ترس بر آن ـ در دست خود گرفته‌است. در نظر تروتسکی این برورکراسی فقط با انقلابی سیاسی و توسط طبقهٔ کارگر روسیه واژگون خواهد شد.
چهارمین انترناسیونال در سوم سپتامبر ۱۹۳۸ با حضور حدود سی نفر از نمایندگان یازده کشور در اطراف پاریس برگزار می‌شود. با وقوع جنگ جهانی تروتسکی به این نتیجه می‌رسد که از این جنگ امکانات انقلابی جدید سربرخواهد آورد که برای استفاده از آن‌ها باید نسل جدیدی از فعالین انقلابی خود را آماده کنند. تروتسکی تأسیس این انترناسیونال جدید را به عنوان مبارزهٔ اساسی زندگی‌اش در نظر می‌گرفت.